# Urban Space 500
Urban Space 500 — громадський ресторан, створений за принципом соціального підприємництва, що діяв у Києві протягом 2018—2025 рр. 
500 осіб інвестували у проєкт гривневий еквівалент $1000, ставши засновниками та засновницями громадської організації, яка визначає суспільний фокус діяльності проєкту. Проєкт засновано влітку 2017 року.

## Мета проєкту
Проєкт ставив за мету покращення інфраструктури Києва, створення затишної атмосфери, культурну, соціальну, освітню діяльність задля розвитку міста.
Запуском проєкту займались громадська організація Інша Освіта у партнерстві з платформою «Тепле Місто». Розробку концепції ресторану, її реалізацію та подальше управління закладом протягом 2017-2019 рр. здійснювала компанія «DRUZI Cafe & Bar».

## Історія створення
Ідея проєкту — створити громадський ресторан, що стане успішним прикладом об'єднання соціально активних людей навколо ідеї розвитку свого міста. 80 % прибутку ресторану буде спрямовано винятково на реалізацію громадських некомерційних проєктів.
Перший заклад з такою ідеєю, Urban Space 100, був відкритий 27 грудня 2014 р. в Івано-Франківську платформою «Тепле Місто».
Платформа «Тепле Місто» працює над розвитком програми, що передбачає відкриття закладів мережі Urban Space в інших містах на умовах соціальної франшизи. Першим закладом, відкритим за моделлю такої франшизи, став Urban Space 500 в Києві. 15 березня 2017 року розпочалася публічна кампанія для пошуку інвесторів та інвесторок громадського ресторану Urban Space 500 в Києві, а 18 грудня 2018 року відбулося його відкриття.
Співзасновниками та співзасновницями проєкту стали 500 суспільно активних людей, які об'єднались навколо ідеї якісного розвитку міського простору та безповоротно вклали у розвиток проєкту гривневий еквівалент 1000 доларів.
Окрім цього, ресторан отримав кредитну підтримку в рамках напрямку соціального інвестування Програми лідерства, сприяння експорту, залучення інвестицій та розвитку, котру реалізує Western NIS Enterprise Fund (WNISEF) у співпраці з Ощадбанком.

## Громадська організація «Простір 500»
Співзасновники та співзасновниці проєкту Urban Space 500 стали членами та членкинями громадської організації, яка приймає всі стратегічні рішення щодо проєкту та розподілятиме 80 % прибутку, згенерованого рестораном, на громадські ініціативи для Києва.

## Ресторан (ТОВ «Ресторан 500»)
ТОВ «Ресторан 500» — юридична основа для діяльності ресторану Urban Space 500. Статутний капітал ТОВ сформовано із внесків співзасновників та співзасновниць ГО. Саме ТОВ «Ресторан 500» наймає управлінську бізнес-компанію, яка забезпечує безперебійну роботу громадського ресторану Urban Space 500.
Заклад функціонував на засадах соціального підприємництва — 80 % згенерованого прибутку ресторану було спрямовано на громадські некомерційні проєкти для Києва, які обирала на демократичних засадах спільнота співзасновників та співзасновниць.

## Закриття
Відвідуваність закладу суттєво зменшилася через погіршення економічної ситуації внаслідок повномасштабної війни з Росією. Як наслідок, у першій половині 2025 року заклад припинив своє існування.